# Lilla Tvegöl
Lilla Tvegöl är en sjö i Västerviks kommun i Småland och ingår i Storån-Botorpsströmmens kustområde.